# Шри-Ланка на летних Олимпийских играх 2008
Шри-Ланка принимала участие в Летних Олимпийских играх 2008 года в Пекине (Китай) в пятнадцатый раз за свою историю, но не завоевала ни одной медали. Сборную страны представляло 8 спортсменов, в том числе 4 женщины.

## Результаты соревнований

### Бокс
Спортсменов — 1
| Спортсмен                  | Категория | 1/16                           | 1/8       | Четвертьфинал | Полуфинал | Финал     |
| Спортсмен                  | Категория | Результат                      | Результат | Результат     | Результат | Результат |
| -------------------------- | --------- | ------------------------------ | --------- | ------------- | --------- | --------- |
| Ануруддха Баднара Ратнаяке | до 51 кг  | Робенилсон Виейра (BRA) П 3-13 | не прошёл | не прошёл     | не прошёл | не прошёл |